# Berliet GCDG
Der Berliet GCDG war ein vom französischen Kraftfahrzeughersteller Berliet in Lyon ab 1927 in mehreren Varianten hergestellter mittlerer LKW mit 5 Tonnen Nutzlast und Holzgas („Gasogen“)-Motor.

## Geschichte und Technik
Das Ausgangsmodell Berliet GCDG erhielt Ende November 1927 seine allgemeine Betriebserlaubnis. Der Motor war im Prinzip der aus dem Berliet CBA bekannte 5,3-Liter-Vierzylinder-Ottomotor, der seit seiner Einführung 1914/5 mittlerweile in Details verbessert worden war und insbesondere auf Holzgasbetrieb umgestellt war: Frankreich verfügte – außer geringen Vorkommen bei Merkweiler-Pechelbronn im nördlichen Elsass – über keinerlei eigene Erdölquellen, im Kriegsfalle war daher Frankreich zwangsweise auf die Hilfe des Auslands angewiesen und suchte daher nach anderen Treibstoffen, hier war Holzgas die einzige halbwegs brauchbare Alternative. Das G als 4. Buchstabe der Typenbezeichnung deutet auf den Holzgasmotor hin.
Steuerlich war das Fahrzeug mit 14 PS eingestuft, seine effektive Leistung, die bei 1400/min abgegeben wurde, ist -damaliger Praxis in Frankreich folgend- nicht angegeben. Sie dürfte bei etwa 30 PS gelegen haben. Das Fahrzeug hatte Kettenantrieb auf die Hinterräder. Das Gewicht des nackten Chassis (ohne Führerhaus und sonstigen Aufbau) wird mit 4420 kg angegeben. Die übrigen technischen Daten des Fahrzeugs können der Info-Box entnommen werden.
Für die französische Armee wurden zwei Stück 1928 geliefert, die Zahl der für zivile Abnehmer gebauten Berliet GCDG ist nicht bekannt.

## Varianten

### GCDG 2
Diese Variante erhielt die allgemeine Betriebserlaubnis im Mai 1929. Hauptunterschied zum Ausgangsmodell war der Motor: Es war jetzt ein Sechszylinder des Typs MLUG mit 95 mm Bohrung und 140 mm Hub, woraus sich ein Hubraum von 5954 cm³ errechnet. Das Fahrzeug war steuerlich mit 16 PS eingestuft, die bei 1200/min abgegebene effektive Höchstleistung ist auch hier nicht genannt. Infolge des größeren Motors stieg das Gewicht des Fahrgestells ohne Aufbauten auf 4600 kg, die übrigen technischen Daten, soweit überliefert, entsprachen denen der Grundausführung. Über die gebauten Stückzahlen ist nichts bekannt, es blieb bei einem Prototyp, der für einen Wettbewerb 1929 gebaut wurde und anschließend nicht in Serie ging.

### GCDG 4
Diese Variante, von der 25 Stück im Jahr 1931 als LKW mit Plane an die französische Armee geliefert wurden, entsprach im Wesentlichen dem Grundtyp GCDG. Der Radstand war auf 4,43 m vergrößert worden, die Vollgummireifen maßen vorne 1000×140, hinten 1030×200 als Zwillingsreifen. Das Gewicht ohne Aufbauten wird mit 6294 kg angegeben.

### GCDG 5
Im September 1931 erhielt diese Variante ihre allgemeine Betriebserlaubnis. Der Vierzylindermotor -jetzt vom Typ MLB7G- hatte eine Bohrung von 110 und einen Hub von 154,8 mm und damit einen Hubraum von 5884 cm³. Das Fahrzeug war steuerlich mit 16 PS eingestuft, die bei 1200/min abgegebene effektive Höchstleistung ist auch hier nicht genannt. Der Radstand betrug 4,42 m, das Gewicht ohne Aufbauten 6100 kg. Im Jahr 1931 wurden zwei Stück an die französische Armee geliefert.

### Originalquellen
Eine Publikation, in der alle vor 1945 gebauten Berliet-Typen individuell abgehandelt wären, gibt es nicht. Neben der unten erwähnten Literatur wurde auf folgende in der Fondation Berliet verwahrte Originalunterlagen zurückgegriffen:
- "Fiches des Mines": Es handelt sich um die Unterlagen zur Erteilung einer allgemeinen Betriebserlaubnis, hierfür ist in Frankreich der "Inspecteur des mines" sachlich zuständig. Diese Unterlagen sind chronologisch geordnet und nummeriert. Nicht zu jedem Typ bzw. Variante gibt es entsprechende Unterlagen, teils, weil sie wohl als Untervarianten eines Typs verstanden wurden, für den eine gesonderte Erlaubnis nicht erforderlich war, teils wohl, weil diese Unterlagen im Laufe der letzten 100 Jahre verlorengegangen sind. Bei Militärtypen gibt es Hinweise, dass eine Betriebserlaubnis direkt durch militärische Dienststellen erfolgte, was entsprechende "fiches des mines" überflüssig machte. Die Quellenbezeichnung lautet: "Fiches No...."
- "Etat des véhicules utilitaires et autobus declares aux mines depuis 1920", eine 15-seitige Zusammenstellung vom 1. Dezember 1941, enthält insbesondere die reservierten Chassisnummernbänder, die jedoch vielfach nicht vollständig ausgeschöpft wurden, einige Typen bzw. Varianten werden nicht erwähnt, Quellenbezeichnung lautet: "Etat S..."
- "Nombre de véhicules construits de 1930 à 1942", siebenseitige Zusammenstellung der zwischen 1930 und 1942 gebauten Stückzahlen an Nutzfahrzeugen, erstellt wohl 1943, erste Seite teilweise irreparabel verderbt, teilweise werden mehrere Typen bzw. Varianten zusammengefasst, Quellenbezeichnung lautet: "Nombre S...."

### Sonstige Literatur
- Monique Chapelle: Berliet. 1. Auflage. EMCE, Saint-Chamond 2016, ISBN 978-2-35740-049-8.
- Christophe Puvilland: Berliet 1905–1978, toute la gamme omnibus, autocars, autobus et trolleybus. 1. Auflage. histoire&collections, Paris 2008, ISBN 978-2-35250-059-9.
- François Vauvillier: Tous les Berliet militaires 1914–1940, vol.1: les camions. histoire&collections, Paris 2019, ISBN 978-2-35250-496-2.